# 1640
Cette page concerne l'année 1640  du calendrier grégorien. Pour l'année 1640 av. J.-C., voir 1640 av. J.-C.
L'année 1640 est une année bissextile qui commence un dimanche.

## Événements
- 9 janvier : combat naval de Gurupá dans l'État du Pará, au Brésil[1].

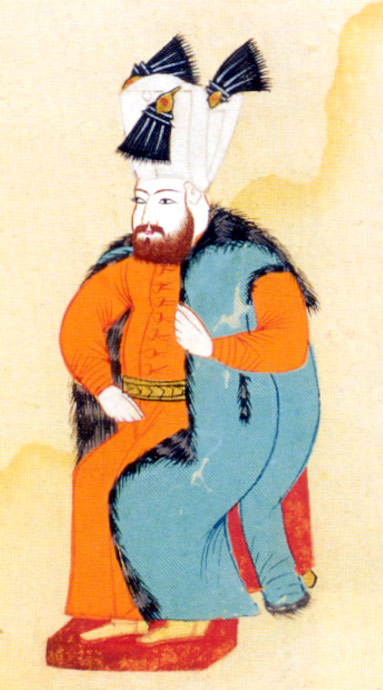
Ibrahim Ier

- 9 février : mort de Murad IV[2]. Début du sultanat ottoman de son frère Ibrahim Ier le Fou (fin en 1648).
- 6 juillet : arrivée à Nagasaki au Japon d'une ambassade portugaise venue de Macao demander la reprise des échanges commerciaux ; elle est mise à mort le 9 août[3].
- 31 août : le Français François Levasseur, envoyé par Poincy, enlève l’île de la Tortue aux Anglais de la compagnie de la Providence[4].

- Première grève patronale de l’histoire américaine aux chantiers navals de Gloucester (Virginie)[5].

- L'empereur mongol Güshi Khan de la tribu des Qoshots (Khoshuud ou Kalmouks) envahit le Tibet et vainc le Roi de Tsang[6].
- L’empereur de Dzoungarie, Erdeni Batur, convoque les représentants des 44 khanats mongols au Tarbagataï afin de lutter contre l’expansion Mandchoue[7]. La diplomatie mandchoue s’efforce d’annuler les décisions de la réunion de Dzoungarie. L’empereur mandchou oblige les Khalkha à diviser leur pays en deux parties, le khanat touchetou et le khanat dzasaktou, du nom des dignitaires rivaux qui les dirigent[8].

- L'éruption du Tungurahua en Équateur fait 5 000 morts[9].

### Europe
- 6 janvier : Salses est reprise aux Français par les Espagnols[10].

- 4 février : ouverture d'une diète d'électeurs de Nuremberg pour discuter de la paix, sous la présidence du représentant de l'archevêque de Mayence ; l'empereur Ferdinand III convoque une diète à Ratisbonne[11].

- 26 mars : fondation de l'Académie royale d'Åbo par le Suédois Per Brahe le jeune[12].

- 29 avril : victoire du comte d’Harcourt, général des forces françaises au Piémont, sur les troupes hispano-piémontaises de Thomas de Savoie et de Leganez devant Casal[13].
- 30 avril : les habitants de Santa Coloma de Farners, près de Gérone, s'insurgent et massacrent dans une auberge un commissaire venu organiser les logements des soldats ; le 14 mai une expédition punitive met le feu au bourg abandonné par ses habitants[14].
- 22 - 26 mai : Guerra dels Segadors. Cinq cents paysans entrent dans Barcelone, pour délivrer un des trois députés de la Généralité, Francisco Tamarit, emprisonné le 18 mars pour avoir refusé de livrer les finances locales au vice-roi. Début du soulèvement de la Catalogne[14].

- 9 mai : les troupes françaises d’Harcourt commencent le siège de Turin[15].

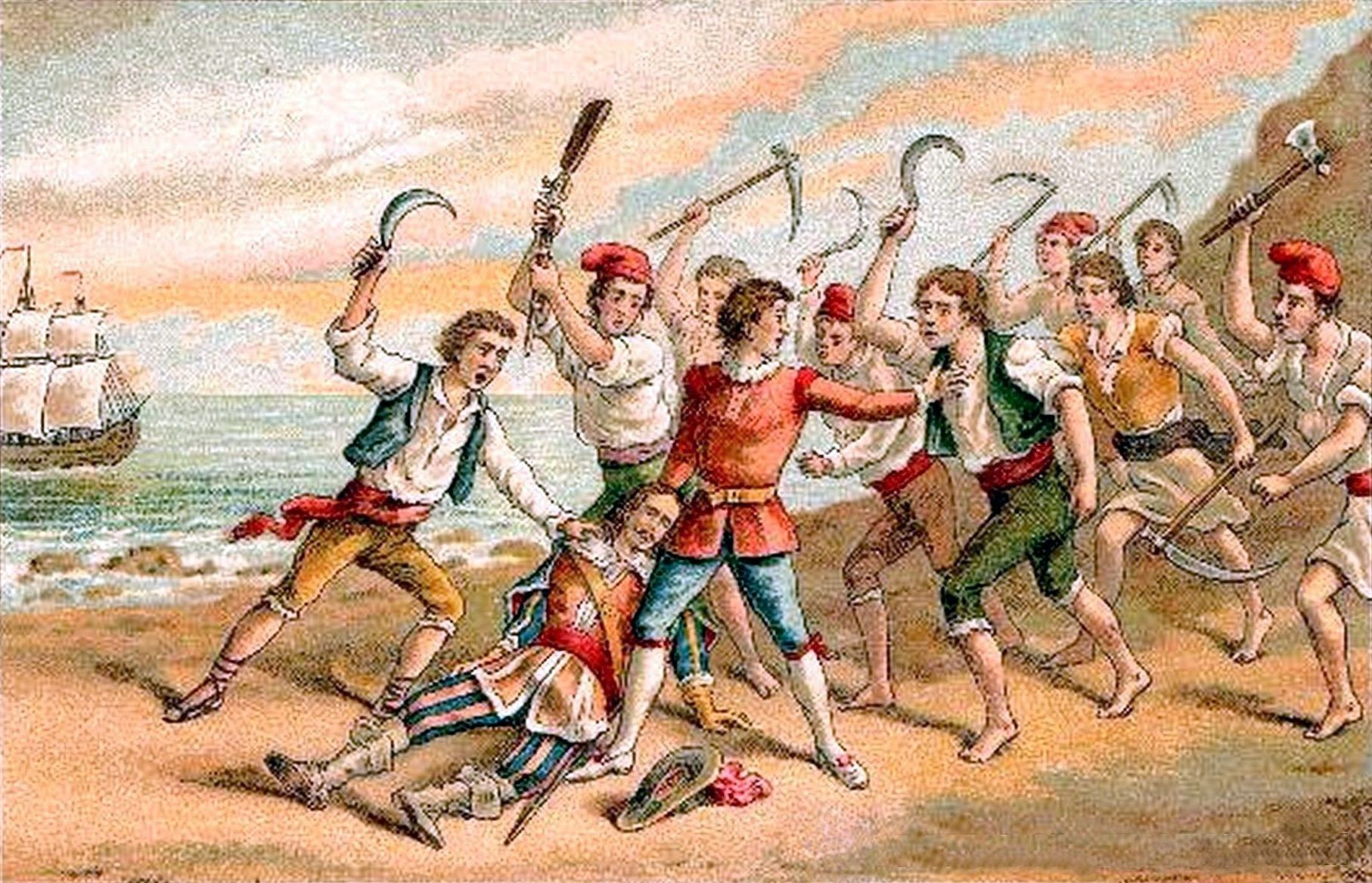
7 juin : Corpus de Sang, gravure de H.Miralles (1910).

- 7 juin : Corpus de Sang. À Barcelone, l’armée des segadores (moissonneurs), insurgée contre les réquisitions militaires, déferle sur la ville. Le comte de Santa Coloma, vice-roi de Catalogne est tué[10].
- 13 juin : Les forces françaises de La Meilleraye, Châtillon et Chaunes mettent le siège devant Arras[16].

- 9 juillet : le cardinal-infant, gouverneur des Pays-Bas espagnols, campe au Mont-Saint-Éloi à quelques kilomètres d'Arras assiégée et tente vainement de couper les Français de leur ravitaillement[16].
- 11 juillet : le comte d’Harcourt repousse Leganez venu pour secourir Turin[15].
- 22-23 juillet : victoire navale française de Maillé-Brézé sur la Castille au large de Cadix ; il ne peut s’emparer de la Flotte des Indes, mais l’empêche de se rendre en Amérique[17].

- 9 août : prise d'Arras par les troupes françaises[18].

- 8-18 septembre : le métropolite de Kiev, le théologien Pierre Movilă, réfute les thèses de Lukaris en publiant une Confessio fidei orthodoxae influencée par le catholique Pierre Canisius, approuvée par un synode régional à Kiev[19]. Il fait de Kiev le centre de la contre-réforme orthodoxe, qui influencera plus tard la Moscovie.
- 11 septembre : traité de Stockholm[20]. Alliance des Provinces-Unies avec la Suède contre le Danemark au sujet du péage du Sund.
- 22 septembre : le comte d’Harcourt prend Turin, assiégée depuis 4 mois et demi[15]. Thomas de Savoie abandonne l'alliance espagnole[13].

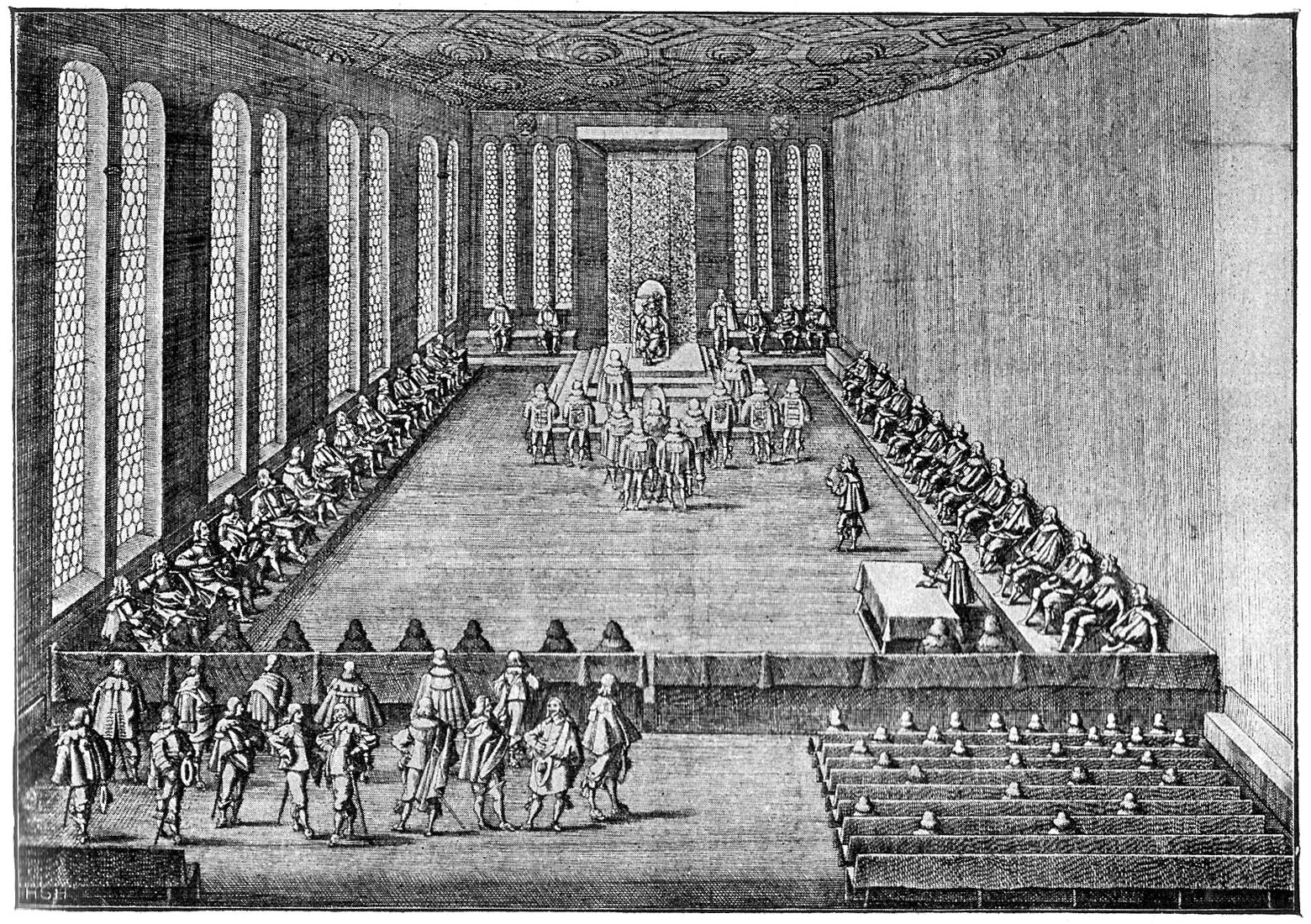
23 septembre : ouverture de la diète de Ratisbonne.

- 23 septembre : ouverture de la diète de Ratisbonne. Ses délibérations dureront dix mois[18].

- 1er décembre : 
  - Frédéric-Guillaume Ier de Brandebourg devient duc de Prusse (fin en 1688)[21].
  - Restauration de l'indépendance du Portugal. Un complot des fidalgos de la plus haute aristocratie portugaise, dite les 40 Conjurés, s’empare du palais royal à Lisbonne, et emprisonnent la vice-reine Marguerite de Mantoue et ses ministres et secrétaires d'État. Le principal de ses conseillers, le Portugais Miguel de Vasconcelos, caché dans une armoire, est tué sur le coup, et jeté par la fenêtre du palais au peuple en délire[22].

- 15 décembre :
  - le prince Jean II, duc de Bragance, déjà roi depuis le 1er décembre, comme petit-fils héritier de la dernière infante portugaise issue par les mâles d'Emmannuel Ier, Catherine, venu de son palais de Vila Viçosa, est officiellement acclamé roi selon la coutume constitutionnelle portugaise, sous le nom de Jean IV (Dom João IV , fin de règne en 1656). Il convoque pour le 28 janvier suivant les Cortes à Lisbonne pour ratifier son élection, et préparer le pays à la guerre[23].
  - massacre de Cambrils[24].
- 16 décembre : alliance des insurgés catalans avec la France[13].
- 24 décembre : nouvelles émeutes à Barcelone[25].

- Le clergé chez les royaumes des Habsbourg de Madrid possède de 20 à 30 % du sol. Philippe IV d'Espagne obtient de la papauté la renonciation de l’Église en ses royaumes à acquérir de nouveaux biens fonciers[26].
- Réaction des États généraux des Provinces-Unies contre les tendances monarchiques du stadhouder Frédéric-Henri d'Orange-Nassau. Ils reprennent en main la politique étrangère et empêchent le stadhoudérat de Frise de lui échoir[27].

#### Îles britanniques
- 12 janvier : Thomas Wentworth devient comte de Strafford. Il crée une armée permanente, recrutée en grande partie en Irlande (17 mars)[28].
- 13 avril : ouverture du Parlement d'Angleterre, qui s’oppose à la politique du roi, qui le dissout le 5 mai (« Court Parlement »)[28].

- 20 août : début de la seconde « guerre des évêques ». Les covenantaires écossais envahissent l’Angleterre. L'armée écossaise force le passage de la Tyne à Newburn le 27 août et marche sur Newcastle[29].  À Newcastle, Charles Ier d'Angleterre doit racheter leur retrait[30].

- 15 septembre : le château d’Édimbourg capitule devant les covenantaires[30].

- 26 octobre : traité de Ripon. Trêve dans la guerre des évêques. Les comtés de Northumberland et de Durham sont provisoirement cédés aux Écossais avec un important subside, jusqu'à la conclusion d'un traité définitif. Le roi Charles s’engage à réunir un nouveau Parlement[31].

- 3 novembre : après la déroute en Écosse, s’ouvre à Londres le « Long Parlement », dominé par la personnalité de John Pym, qui réussit à traduire Strafford en accusation devant les Lords. Une majorité de parlementaires désire limiter les droits politiques du roi, notamment le droit de nommer et de révoquer les ministres et celui de contrôler les décisions du Conseil Privé[32].

- 18 décembre : la pétition « de la Racine et de la Branche » (Roots and Branch Petition), qui réclame la suppression de l’épiscopat, recueille 15 000 signatures[33].

## Naissances en 1640
- 20 février : Pierre II Mignard, peintre et architecte français († 1725).
- 9 mars : Jacques d'Agar, peintre portraitiste français († 16 novembre 1715).
- 4 avril : Gaspar Sanz, prêtre, compositeur, guitariste et organiste espagnol († 1710).
- 4 juin : Jean Bérain père, peintre, aquarelliste, dessinateur, graveur, ornemaniste et décorateur de théâtre français († 24 janvier 1711).
- 16 juin : Jacques Ozanam, mathématicien français († 3 avril 1718).
- 21 juin : Abraham Mignon, peintre néerlandais († 27 mars 1679).
- 31 juillet : Michał Wiśniowiecki, roi de Pologne, († 17 novembre 1673)
- 21 septembre : Philippe de France duc d'Anjou, fils de Louis XIII de France, futur duc d'Orléans, dit « Monsieur », à Saint-Germain-en-Laye († 9 juin 1701).
- 3 octobre : Giuseppe Alberti, peintre italien († 3 février 1716).
- 5 octobre : Françoise de Rochechouart de Mortemart, Marquise de Montespan, favorite de Louis XIV († 27 mai 1707).
- 20 octobre : Pieter Cornelisz van Slingelandt, peintre néerlandais († 7 novembre 1691).
- 29 octobre :
- Date précise inconnue :
  - Filippo Abbiati, peintre italien († 1715).
  - Giovanni Ventura Borghesi, peintre baroque italien de l'école romaine († 20 mai 1708).
  - Francesco Botti, peintre baroque italien († 1711).
  - Edward Kynaston, comédien anglais († janvier 1706).
  - André Migner, soldat français († 1727).
  - François Sicre, peintre français († 14 septembre 1705).
  - Esther Elizabeth Velkiers, musicienne, chanteuse et compositrice genevoise († ?).
- Vers 1640 :
- Giovanni Battista Draghi, compositeur et claviériste anglo-italien († 13 mai 1708).

## Décès en 1640
- 14 janvier : Thomas Coventry, 1er baron Coventry, avocat, homme politique et juge anglais (° 1578).
- 25 janvier : Robert Burton, écrivain anglais (° 8 février 1577).
- 28 janvier : Heinrich Matthias von Thurn, un des principaux chefs de la révolte de la Bohême contre l’Empereur Ferdinand II, qui déclencha la guerre de Trente Ans (° 24 février 1567).
- 2 février : Jeanne de Lestonnac, religieuse française, nièce de Montaigne, fondatrice de la Compagnie de Marie Notre-Dame (° 27 décembre 1556).
- 4 février : Hendrick Cornelisz Vroom,  peintre néerlandais (° vers 1563).
- 9 février : Murad IV, sultan de l'empire ottoman de 1623 à 1640[2]. (° 16 juin 1612).
- 12 février : William Alexander, 1er comte de Stirling (° vers 1577).
- 4 mars : Bach, de son vrai nom (Joel Sirkis), rabbin polonais (° 1561).
- 2 avril : Paul Fleming, poète allemand (° 5 octobre 1609).
- 7 avril : Guillaume Kettler, duc de Courlande (° 20 juin 1574).
- 9 avril : Hermann Latherus, juriste allemand (° 5 mars 1583).
- 10 avril : Agostino Agazzari, théoricien de la musique italien de l'époque baroque (° 2 décembre 1578).
- 20 avril : Théodore Peeters, érudit hollandais (° 17 avril 1567).
- 22 avril : François IV Fouquet, magistrat et homme d'affaires français, père de Nicolas Fouquet (° 3 mars 1587).
- 28 avril : William Alabaster, poète, dramaturge et écrivain religieux anglais (° 27 février 1567).
- avril : suicide de l'intellectuel juif d'Amsterdam Uriel da Costa[34], qui aurait influencé Spinoza (° vers 1585).
- 30 mai :
  - Pierre Paul Rubens, peintre baroque flamand (° 28 juin 1577).
  - André Du Chesne, géographe et un historiographe français (° mai 1584).
- 7 juin : Antonio de Oquendo, marin basque espagnol (° octobre 1577).
- 25 juin : Charles Bernard, écrivain et historien français (° 25 décembre 1571).
- 27 juin : Pierre Vignal, érudit français, professeur d'hébreu du Collège royal (° vers 1538).
- ? juin : Usta Mourad, armateur corsaire, devenu dey de Tunis (° 19 mars 1574).
- 3 juillet : Cavalier d'Arpin, peintre maniériste italien (° février 1568).
- 6 juillet : William Cecil, 2e comte d'Exeter, noble, homme politique et pair anglais (° 1566).
- 13 juillet : Oniniwa Tsunamoto, samouraï de la fin de la période Sengoku et du début de l'époque d'Edo (° 1549).
- 14 juillet : Antonio Provana di Collegno, archevêque italien (° 1577).
- 25 juillet : Fabio Colonna, botaniste italien[35]. (° 1567).
- 14 août : Matsudaira Yasushige, samouraï de l'époque Azuchi Momoyama et du début de l'époque d'Edo (° 1568).
- 13 septembre : Marie de Jésus Lopez de Rivas, religieuse Carmélite déchaussée (° 18 août 1560).
- 26 septembre : Noël Brûlart de Sillery, diplomate français (° 25 décembre 1577).
- 30 septembre :
  - Charles Ier de Lorraine, 4e duc de Guise, homme politique français (° 2 août 1571).
  - Charles-Henri de Clermont-Tonnerre, militaire français (° 20 mars 1571).
  - Jacopo Chimenti, peintre italien (° 30 avril 1551).
- 1er octobre : Claudio Achillini, juriste et écrivain italien  (° 18 septembre 1574).
- 17 octobre : Joachim Descartes, docteur en médecine et juriste français (° 2 décembre 1563).
- 19 octobre : Aubert Le Mire, historien ecclésiastique, historiographe et biographe belge (° 30 novembre 1573).
- 26 octobre : Pietro Tacca, sculpteur italien (° 16 septembre 1577).
- 31 octobre : Richard Neile, ecclésiastique anglican (° 1562).
- 22 novembre : Mario Minniti, peintre italien (° 8 décembre 1577).
- 25 novembre : Giles Farnaby, compositeur anglais (° 1560)
- 5 décembre : Pacheco de Narváez, maître d'armes espagnol (° 1570).
- 6 décembre : Matthijs Elzévir, libraire et imprimeur (Anvers (° 1565).
- 9 décembre : Pierre Fourier religieux catholique français, canonisé en 1847 (° 30 novembre 1565).
- 12 décembre : Nicolaas Rockox, homme politique flamand (° 14 décembre 1560).
- 22 décembre : Claude de Bullion, avocat et homme politique français (° 13 octobre 1569).
- 24 décembre : Giovanni Battista Trotti, architecte et peintre italien (° 1555).
- ? décembre : Samuel Mareschal, compositeur et organiste belge (° 22 mai 1554).
- Date précise inconnue :
  - John Adson, compositeur et musicien anglais, joueur de flûte à bec et de cornet à bouquin (° 1585).
  - Didier Dounot, juriste et mathématicien français (° 1574).
  - Baibagas Khan, Khan mongol, de la tribu Qoshot-Oïrat (° 1550).
  - Giovanni Mauro della Rovere, peintre italien de l'école lombarde ** Govsi Tabrizi, poète né et décédé à Tabriz
  - Anne de Rupplémont, dame philanthrope de Namur (° vers 1583).
  - Govsi Tabrizi, poète né et décédé à Tabriz (° 1568).
- Vers 1640 :
  - Vincent Le Blanc, explorateur français (° 1554).